# Potnarvin
Potnarvin (auch: Port Narevin, Potnarhvin) ist ein Ort auf der Insel Erromango in der Provinz Tafea im Inselstaat Vanuatu.

## Geographie
Potnarvin ist der Hauptort der Insel an der Ostküste in der Bucht Polonia. Im Osten schließt sich die bergige Halbinsel Uvworé an. 2009 hatte der Ort 1950 Einwohner. Der Ort ist durch eine einfache Straße mit Unpongkor (Dillons Bay) an der Westküste der Insel verbunden.